# Oncești (gmina w okręgu Bacău)
Oncești – gmina w Rumunii, w okręgu Bacău. Obejmuje miejscowości Bărboasa, Dealu Perjului, Onceștii Vechi, Oncești, Satu Nou, Tarnița i Taula. W 2011 roku liczyła 1621 mieszkańców.